# Кира (род)
Род Кира (яп. 吉良氏) — японский самурайский род.

## История
Клан Кира вел своё происхождение от императора Сэйва (850—880) и был ветвью клана Асикага из династии Минамото (линия Сэйва-Гэндзи).
Асикага Мицуудзи, внук Асикаги Ёсиюдзи (1189—1254), был первым, принявшим фамилию «Кира».
Кира Мицусада вначале поддерживал своего родственника, сёгуна Асигака Такаудзи (1305—1358), затем перешел на сторону Южного императорского двора. В 1360 году он был побежден Хатакаяма Куникиё и представлен сёгуну Асикага Ёсиакира.
Представители клана Кира из провинции Микава были отдаленными потомками клана Минамото. В период Камакура и до начала периода Сэнгоку они никогда не получали должности сюго (губернатора) провинций, не владели крупными областями и никогда не представляли собой реальной силы, по сравнению с другими великими родами, потомками Сэйва-Гэндзи.
В период сёгуната Токугава члены клана Кира занимали придворные должности кокэ (мастер церемоний), по рейтингу намного ниже даймё. Наиболее известен Кира Ёсинака (1641—1703) и сорок семь ронинов.